# Krypko
Krypko – śródleśne jezioro dystroficzne północnego krańca Pojezierza Kaszubskiego położone w Polsce w województwie pomorskim, w powiecie wejherowskim, w gminie Wejherowo na obszarze leśnym Trójmiejskiego Parku Krajobrazowego, o obszarze 2,86 ha Akwen jeziora jest objęty ochroną rezerwatu "Pełcznica". W jego pobliżu wytyczony jest turystyczny  Szlak Wejherowski.
Jest to jezioro częściowo zniekształcone przez proces humizacji (choć dobrze zachowane), o wysokim zabarwieniu wody, złych warunkach świetlnych oraz deficytach tlenowych. W jeziorze nie występują podwodne makrofity, natomiast w litoralu rosną grążel żółty i grzybienie białe.